# Kozan, Adana
Kozan este un district din Turcia, Provincia Adana.
1. ↑   http://postakodu.ptt.gov.tr/ Lipsește sau este vid: |title= (ajutor)